# 김시윤
김시윤(1990년 7월 8일 ~ )은 대한민국의 전직 스타크래프트 II 프로게이머이다. 아이디는 Eve. 주 종족은 프로토스이다. 본래는 테란이였으나 2012년 GSTL시즌 도중 프로토스로 종족을 변경하였다.
SlayerS소속으로 활동하다가 팀 해체 후 아주부에 입단했다.
2013년 8월 2일 은퇴를 공식 발표했다.

## 주요 기록
- 2012년 Iron Lady 3위